# Scandinavian Nights
Scandinavian Nights – koncertowy album zespołu Deep Purple zarejestrowany w Sztokholmie przez Szwedzkie Radio dla audycji zatytułowanej Tonkraft. Nagranie odbyło się w sali koncertowej Konserthuset (Stockholm Concert Hall) 12 listopada 1970, ale nie zostało wydane aż do roku 1988.
Taśmy ponownie zostały zmiksowane przez Toma Leadera w Angel Studios. Album ten jest pierwszym przykładem wczesnej linii Mk II z bardzo dynamiczną muzyką.
Amerykańskie wydanie CD zatytułowane było Live and Rare, natomiast europejski podwójny album winylowy oraz wydanie CD zatytułowane zostały Scandinavian Nights. Europejska wersja winylowa zawierała booklet wydany w ograniczonym nakładzie.
Czas utworów podany na europejskim winylu oraz CD jest rzeczywistym czasem utworów (nie wliczono przerw między nimi), natomiast na amerykańskim wydaniu CD przerwy zostały wliczone. Aby dopasować koncert do wersji winylowej oryginalna kolejność utworów została zmieniona, w takiej też postaci przeniesiona do wersji CD i wydana 10 kwietnia 2001.
Prawidłowa kolejność utworów przywrócona została dopiero na płycie Live in Stockholm wydanej 4 kwietnia 2005.

## Lista utworów

### Różne wydania CD z różnymi czasami
Wszystkie utwory, z wyjątkiem opisanych skomponowali Ian Gillan, Ritchie Blackmore, Roger Glover, Jon Lord i Ian Paice.
1. "Wring That Neck" (Blackmore, Nick Simper, Lord, Paice) – 32:06 / 34:33 / 34:22
2. "Speed King" – 10:20 / 11:01 / 10:44
3. "Into the Fire" – 4:00 / 4:39 / 4:48
4. "Paint It, Black" (Mick Jagger, Keith Richards) – 9:08 / 9:29 / 9:49
5. "Mandrake Root" (Rod Evans, Blackmore, Lord) – 28:42 / 29:42 / 28:40
6. "Child in Time" – 17:25 / 19:18 / 20:29
7. "Black Night" – 6:54 / 7:29 / 7:34

### Live in Stockholm wydanie 2005

#### CD 1
| 1. | "Introduction"    | 2:12    |
|    |                   |         |
| 2. | "Speed King"      | 11:16   |
|    |                   |         |
| 3. | "Into the Fire"   | 5:18    |
|    |                   |         |
| 4. | "Child in Time"   | 19:04   |
|    |                   |         |
| 5. | "Wring That Neck" | 30:59   |
|    |                   |         |
|    |                   | 1:08:49 |
|    |                   |         |

#### CD 2
| 1. | "Paint It, Black" | 12:11 |
|    |                   |       |
| 2. | "Mandrake Root"   | 31:41 |
|    |                   |       |
| 3. | "Black Night"     | 7:10  |
|    |                   |       |
|    |                   | 51:02 |
|    |                   |       |

## Wykonawcy
- Ian Gillan – śpiew, instrumenty perkusyjne
- Ritchie Blackmore – gitara
- Roger Glover – gitara basowa
- Jon Lord – organy, instrumenty klawiszowe
- Ian Paice – perkusja